# Estación de Auber
Auber es una estación ferroviaria de la línea A del RER parisino situada en el IX Distrito de París. Es una estación subterránea ubicada bajo la Calle Auber, entre la Plaza de la Ópera y la Calle Le Havre.
Conectada de forma subterránea con varias estaciones de metro, con la estación de Haussmann - Saint Lazare de RER y con la estación de tren de Saint-Lazare

## Historia
La construcción de la estación empezó en 1968 siguiendo las directrices del arquitecto André Wogenscky con la ayuda de los arquitectos interioristas Richard y Monpoix. La estación se inauguró así el 23 de noviembre de 1971. Su nombre viene de Daniel-François Auber, compositor francés del siglo XIX.

## Servicios ferroviarios
En hora valle, los trenes de la línea A realizan las siguientes rutas, todas ellas "omnibús", parando en todas las estaciones de su recorrido
| tren | origen                 | < estación               | estación >               | destino                | frecuencia |
| ---- | ---------------------- | ------------------------ | ------------------------ | ---------------------- | ---------- |
| ZEUS | Boissy-Saint-Léger     | Châtelet-Les Halles      | Charles de Gaulle-Étoile | Saint-Germain-en-Laye  | 10 min     |
| NEGE | Saint-Germain-en-Laye  | Charles de Gaulle-Étoile | Châtelet-Les Halles      | Boissy-Saint-Léger     | 10 min     |
| TERI | Marne la Vallée-Chessy | Châtelet-Les Halles      | Charles de Gaulle-Étoile | Poissy                 | 10 min     |
| OKRE | Poissy                 | Charles de Gaulle-Étoile | Châtelet-Les Halles      | Torcy                  | 20 min     |
| UPAC | Marne la Vallée-Chessy | Châtelet-Les Halles      | Charles de Gaulle-Étoile | Cergy-Le Haut          | 20 min     |
| QYAN | Cergy-Le Haut          | Charles de Gaulle-Étoile | Châtelet-Les Halles      | Marne la Vallée-Chessy | 20 min     |

En hora punta puede variar el servicio con trenes semidirectos que unan los extremos de los ramales. No es igual en hora punta matinal que vespertina.

## Correspondencias

### Ferroviarias
Desde la puesta en servicio de la nueva línea RER E con su terminal subterránea en Haussmann-Saint Lazare, el transbordo entre Auber y Haussmann-Saint Lazare junto con el enlace que se crea hacia otras estaciones de metro cercanas es el más vasto bajo tierra de París, uniendo por pasillos subterráneos la Plaza de la Ópera con la iglesia de San Agustín pasando por la estación de Saint-Lazare. Así la estación de Auber queda conectada con las siguientes estaciones y líneas:
- Saint-Lazare:  , , ,  ,
- Haussmann-Saint Lazare:
- Opéra:  , ,
- Havre-Caumartin:  ,
- Saint Augustin:

### Autobús
Por otra parte, la C/Auber está recorrida por numerosas líneas de autobús.
 RATP:
- 20 Gare Saint-Lazare <> Gare de Lyon
- 21 Gare Saint-Lazare <> Stade Charléty-Porte de Gentilly Tramway
- 22 Porte de Saint-Cloud - Opéra
- 27 Gare Saint-Lazare <> Porte d'Ivry-Claude Régaud
- 29 Gare Saint-Lazare <> Porte de Montempoivre
- 42 Hôpital Européen Georges Pompidou <> Gare du Nord
- 52 Parc de Saint-Cloud <> Opéra
- 53 Pont de Levallois-Bécon <> Opéra
- 66 Clichy-Victor Hugo <> Opéra
- 68 Place de Clichy <> Châtillon-Montrouge
- 81 Porte de Saint-Ouen <> Châtelet
- 95 Porte de Montmartre <> Porte de Vanves Métro-Tramway
- Roissybus Paris-Opéra-Métro <> Aéroport Charles de Gaulle
- Opentour

- N15 Gabriel Péri-Asnières-Gennevilliers <> Villejuif-Louis Aragon
- N16 Pont de Levallois-Bécon <> Mairie de Montreuil